# Regnerův mlýn
Regnerův mlýn (Havlovický) v Havlovicích v okrese Trutnov je vodní mlýn, který stojí na východním okraji obce na řece Úpě. Je chráněn jako nemovitá kulturní památka České republiky.

## Historie
Mlýn byl postaven roku 1674 náchodskou vrchností. Je rodištěm vlasteneckého kněze Josefa Regnera-Havlovického (1794–1852). V roce 1863 byl přestavěn na přádelnu, ta o dva roky později vyhořela i s novými stroji, dovezenými z Anglie za 52.000 zlatých, a již nebyla neobnovena. V letech 1887–1889 postavil na místě vyhořelé tkalcovny Otto Kunkl mandl poháněný malou vodní turbínou.
Roku 1893 se uskutečnila dražba mlýna v odhadní ceně 27 472 zlatých. Ve vodní knize je zapsán majitel mlýna Vinzenz Bartosch, po něm pak firma Ed. Morawetz a Hradecké energetické rozvodné závody, která v roce 1943 zřídila u mandlu malou vodní elektrárnu s Kaplanovou turbínou.

## Popis
Voda na vodní kolo vedla od jezu. Ve Vodní knize je zapsána turbína s průtokem 6,5 m³/s a spádem 3,6 m. V Seznamu vodních děl z roku 1930 jsou uváděna dvě kola na spodní vodu (průtok 2,38 m³/s, spád 1,69 m, výkon 16 k).
Malá vodní elektrárna má průtok 6 m³/s, výkon 136 kW a roční výrobu 0,540 GWh. Kaplanova turbína se dochovala, zůstalo i šest pískovcových mlecích kamenů.

## Zajímavosti
Kněz Josef Regner je známý z Jiráskovy kroniky U nás. 22. července 1923 byla na fasádě mlýna odhalena jeho pamětní deska s textem od Aloise Jiráska přenesená 4. června 1944 na pomník před mlýnem; slavnost doprovázela Kmochova kapela z Kolína.
Do mlýna je také položen děj povídky J. K. Hraše „O vodníku a medvědáři“ z knihy Babiččino vypravování.